# Ənvər Çingizoğlu
Ənvər Çingizoğlu (Distretto di Cəbrayıl, 10 maggio 1962 – Baku, 10 luglio 2022) è stato uno storico, giornalista, scrittore nonché etnologo, genealogista, curatore editoriale, telecronista e produttore televisivo azero.

## Biografia
Nel 1990 si laureò in giornalismo presso l'Università statale di Baku.
Effettuò le sue prime ricerche in Iran nel 1992, dove raccolse materiale relativo alla religione degli Shamlu.

## Opere
- Hacılılar ("Tribù Hajilu"), Baku, 2004.
- Səfikürdlülər ("Safikyurdlu"), Baku, 2005.
- Qarabağ xanlığı ("Khanato del Karabakh"), Baku, 2008.
- Qacar kəndi və qacarlar (Qajar village and Qajars), Baku, 2008.
- Avşarlar ("Afshar tribe"), Baku, 2008.
- Zülqədər eli ("Zulkadir tribe"), Baku, 2011.
- Qaradağ xanlığı ("Khanato del Karadagh"), Baku, 2011.
- Şəmşəddil sultanlığı ("Sultanato Shamshaddil"),Baku, 2013.
- Baharlılar ("Baharlus"), Baku, 2013.
- Püsyan eli ("Tribù Pessian"), Baku, 2013.
- Sərab xanlığı ("Khanato del Sarab"), Baku, 2013.
- Urmiya xanlığı ("Khanato del Urmia"), Baku, 2013.
- Marağa xanlığı ("Khanato del Maragheh"), Baku, 2013.
- Ərdəbil xanlığı ("Khanato del Ardabil"), Baku, 2014.
- Cavanşir eli:Sarıcalılar ("Javanshir tribe: Sarujalins"), Baku, 2015.
- Zəncan xanlığı ("Khanato del Zanjan"), Baku, 2015.